# Phasael
Phasael Φασάηλος Phasáēlos (geboren um 77 v. Chr. vermutlich in Marissa; gestorben 40 v. Chr.) war unter dem Ethnarchen und Hohenpriester Hyrkanos II. Stadtkommandant (Strategos) von Jerusalem.

## Leben
Phasael war der älteste Sohn des Antipatros, der zur idumäischen Oberschicht gehörte, und der nabatäischen Königstochter Kypros; Herodes war sein jüngerer Bruder. Haupt- und nahezu einzige Quelle zu Phasaels Leben ist die Darstellung des jüdischen Historikers Flavius Josephus, der für seinen Bericht hauptsächlich auf Nikolaos von Damaskus als Gewährsmann zurückgriff. Josephus stellte aber Phasael, wahrscheinlich zu Unrecht, vollkommen in den Schatten seines Bruders Herodes.
Antipatros, der für Hyrkanos II. die Regierungsgeschäfte führte, beauftragte Phasael 47 v. Chr. mit der Militärverwaltung von Jerusalem und Umgebung. Nach der Ermordung des Antipatros 43 v. Chr. gab es mehrere, zunächst vergebliche Bemühungen, die nach Caesars Tötung im Römischen Reich entstandenen innenpolitischen Konflikte dafür auszunützen, Phasael und Herodes auszuschalten. Die Brüder sahen sich wie schon zuvor ihr Vater Antipatros mit einer Adelsopposition konfrontiert, denen der politische Aufstieg der idumäischen Familie missfiel, weil deren Mitglieder nicht zum alteingesessenen Judentum zählten. Als Marcus Antonius Anfang 41 v. Chr. nach Kleinasien kam, klagten jüdische Adlige, vielleicht bereits auf Anstiften des Kronprätendenten Antigonos, durch zwei Gesandtschaften Phasael und seinen Bruder vor dem Triumvirn an. Der ebenfalls erschienene Herodes verteidigte sich aber erfolgreich gegen die Anschuldigungen und gewann Antonius auch durch reiche Geschenke für sich. Antonius ernannte Phasael und Herodes zu Tetrarchen von Judäa; die Brüder waren aber weiterhin Hyrkanos untergeordnet.
Im Jahr 40 v. Chr. überschritten die Parther unter Führung des Prinzen Pakoros und des Quintus Labienus den Euphrat und drangen nach Syrien vor. Antigonos Mattathias sah darin eine Chance, mit parthischer Hilfe seinen Onkel Hyrkanos II. zu entmachten und sich selbst als König und Hohepriester an dessen Stelle zu setzen. Vielerorts ergriff die Bevölkerung für Antigonos Partei. Anlässlich des Sukkotfestes war Jerusalem voll von Pilgern, die mehrheitlich proparthisch gesinnt waren. Phasael und Herodes zogen sich in den Hasmonäerpalast zurück, den sie gegen die militärisch unerfahrene Menge verteidigten. Trotzdem schien ihre Lage aussichtslos, und Phasael entschloss sich zu Friedensverhandlungen mit den Parthern. Herodes dagegen setzte darauf, die Stadt heimlich zu verlassen und sich nach Idumäa durchzuschlagen.
Phasael war bereit, Hyrkanos als Gesandtschaft ins Lager der Parther nach Galiläa zu begleiten. Der parthische Satrap Barzaphranes nahm die beiden gefangen und lieferte sie an Antigonos Mattathias aus. Dieser ließ Hyrkanos II. verstümmeln, so dass er das Amt des Hohenpriesters nicht mehr ausüben konnte. Phasael sollte hingerichtet werden. Er kam diesem Schicksal jedoch durch Selbsttötung zuvor:

„Weil er nun der Fesseln wegen nicht selbst Hand an sich legen konnte, zerschmetterte er sich den Kopf an einem Felsblock und brachte sich auf diese in seiner verzweifelten Lage ehrenvollste Weise ums Leben, da er den Feinden die Möglichkeit benahm, ihn nach ihrem Belieben zu töten.“

So die Darstellung des Josephus; historisch lässt sich nur festhalten, dass Phasael in parthischer Gefangenschaft starb, Hyrkanos II. mit einer Verstümmelung seiner Ohren überlebte und ins Partherreich deportiert wurde – und Herodes sich in Sicherheit bringen konnte. Abweichend davon bietet Julius Africanus die Version, dass Phasael im Kampf gegen die Parther gefallen sei.
Phasael hatte einen Sohn gleichen Namens, der eine Tochter des Herodes aus der Ehe mit Mariamne I., Salampsio, heiratete.
Herodes benannte einen von drei Wohntürmen, die er in Jerusalem errichten ließ, nach seinem Bruder Phasael; ein Rest dieses Bauwerks ist eventuell noch in der Davidszitadelle erhalten. Außerdem benannte Herodes den von ihm gegründeten Ort Phasaelis nach seinem Bruder.